# Nike (Paros)
Die Nike von Paros ist eine frühklassische Darstellung einer Nike aus dem 5. Jahrhundert v. Chr. (um 480). Die Figur aus weißem Marmor wurde vor 1885 auf der Insel Paros gefunden.

## Beschreibung
Die weibliche, ursprünglich geflügelte Figur ist in einen offenen, ungegürteten Peplos gekleidet und schwebend dargestellt. Durch die Flügel und das Bewegungsmotiv ist sie deutlich als Nike zu identifizieren.
Es fehlen der Kopf, der linke Arm, der rechte Unterarm, der größte Teil der Flügel und die Füße. Dennoch ist zu erkennen, dass das linke Bein leicht vorgestellt ist, während das rechte Bein zurückgestellt erscheint. Dieses Standmotiv in Verbindung mit der schrägen Gesamtachse der Figur wird auch das Bewegungsmotiv späterer Nikedarstellungen, wie der Nike des Paionios, sein. Es löst in der Frühklassik den archaischen Knielauf als schematische Darstellungsform ab. Die schräge Körperachse, die vor allem durch den geraden Oberkörper und den stark nach links geneigten Unterkörper erzeugt wird, lässt die gesamte Figur leicht kippen, wobei das linke Bein als Standbein negiert wird. Zusätzlich muss der linke Arm nach oben gestreckt rekonstruiert werden, was der Figur den festen Stand nimmt. Es ist vor allem die Missachtung der Regeln der Schwerkraft, die der Nike von Paros die Möglichkeit des Schwebens erlauben. Es findet dementsprechend in der Rundplastik ein Wechsel von seitlich zu frontal bewegten Figuren statt, der einen Wechsel im Standmotiv erfordert.

## Aufstellungskontext
Die Funktion dieser Nike ist nicht eindeutig bestimmbar. Sie diente entweder als Akroter oder war Teil eines Siegesmonuments. Obwohl aus den Jahren 470/460 v. Chr. kein parischer Sieg überliefert ist, wurde aufgrund der rundplastischen Ausarbeitung die Zugehörigkeit zu einem Siegesdenkmal angenommen.